# Nepálská literatura

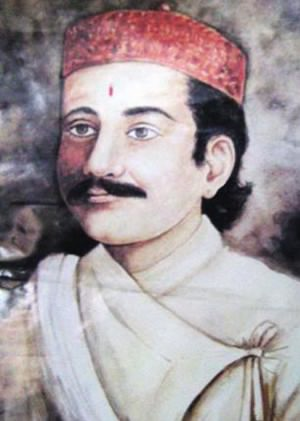
Bhanubhakta Áčárja působil kolem poloviny 19. století a je označován za prvního moderního nepálského básníka

Nepálská literatura je soubor literárních děl, která byla složena či napsána obyvateli Nepálu nebo v nepálštině. Nepálštinu užívají autoři také v některých oblastech okolních zemí (Indie, Bhútán) nebo v exilu. Bývá označována za jeden z patnácti hlavních indických literárních jazyků – proto lze vnímat nepálské písemnictví i jako součást indické literatury v nejširším slova smyslu. Povaha nepálské literatury byla od svého počátku utvářena pozicí oblasti na překryvu dvou velkých kulturních oblastí (Indie na jedné straně a Tibetu a Číny na straně druhé), střetáváním převládajícího hinduismu s buddhistickými prvky a rovněž vlivem přírodních podmínek. Velká část země je hornatá a nehostinná, obtížná dostupnost ale také zaručovala značnou míru politické a sociální samostatnosti. Od středověku stálo v čele kulturního vývoje údolí Káthmándú.
Nejstarší nepálská tvorba se tradovala ústně a byla předávána a šířena potulnými pěvci, kteří svůj přednes doprovázeli hrou na sárangí. Jedním z typických žánrů byl mágal, který přednášely ženy („mágleri“) v západních oblastech Nepálu k oslavě narození, dospělosti či sňatku syna, při začátku výstavby nového domu či začátku pouti a k oslavě božstva zvaného Maštá. Oblíbenými byly také šamanské písně k vyhánění zlých duchů, hrdinské balady („karchá“), básně („bhárat“) a dlouhé lidové písně („čáčadí“). Od středověku se v údolí Káthmándú užívala névárština, která dala vzniknout rozsáhlému souboru textů (névárská literatura). Také v nepálštině vznikaly od 13. století nápisy; za první rozsáhlejší nepálsky psané literární dílo však bývá považována až biografie krále Rámy Šáha ze 17. století. K nejstarším textům patří také sokolnická příručka Bájparíkšá (1643). Prémnidhi Pant sepsal v roce 1723 text Prájaščit Pradíp (Plamen či světlo pokání), obsahující návod k rituálnímu pokání za nejrůznější přečiny a uváděný někdy jako první nepálské prozaické dílo. V roce 1769 dobyl území kníže Prithví Nárájan Šáh a stal se zakladatelem moderního nepálského státu. Jeho maximy týkající se vedení státu byly sebrány pod názvem Divjopadeš (Posvátná učení). V 18. a 19. století obohacovaly nepálské písemnictví převážně překlady ze sanskrtu, které udávaly tón i další tvorbě. První rozsáhlou báseň v nepálštině sepsal Subhánanda Das. Od 19. století měly vliv také křesťanské misie. Ve 20. letech 19. století byla do oblasti uvedena bible, rozšířila se západní gramatika nepálštiny a velmi rychle začaly vznikat křesťanské texty v nepálštině. Většinu autorů však i tak tvořili bráhmani a kšatrijové.
V polovině 19. století se objevil neobyčejně vlivný Bhanubhakta Áčárja, ověnčený titulem otce nepálské poezie. Do nepálštiny převedl Rámajánu a proslavil se také didaktickým dílem Bádhu šíkšá (Rady nevěstě). Bhanabhaktův život pak biograficky zpracoval Mótíráma Bhatta, prozaik a reformátor, který pro své názory musel odejít do exilu. Tito dva autoři nicméně udali tón celé nepálské literatuře konce 19. století a počátku 20. století, kdy v zemi panovala tísnivá politická a společenská atmosféra pod vládou dynastie Ránů. V první polovině 20. století se nepálská literatura proměňovala především v souvislosti s válkami – po první i druhé světové válce se do země vrátilo značné množství mužů, kteří sloužili v britském vojsku, a do země s sebou přinesli nové kulturní impulzy. Významnou roli hrálo také založení prvního literárního časopisu (Šáradá) v roce 1934. Zejména po svržení dynastie Ránů na počátku 50. let začalo docházet k napodobování západních vzorů. K významným literátům se zařadil básník a esejista Lakšmíprasád Dévkóta, básník a dramatik Gópálprasád Rimal či básník Léknáth Paudjál.